# Guido Memo
Guido Memo (falecido em 1438) foi um prelado católico romano que serviu como bispo de Verona (1409–1438).

## Biografia
No dia 29 de novembro de 1409, Guido Memo foi nomeado bispo de Verona durante o papado de Gregório XII, onde serviu como bispo até à sua morte em 1438.